# Krzna
El Krzna és un riu polonès, afluent del riu Bug occidental, a la conca del Vístula. Hi ha un canal que el connecta al Wieprz.